# Gallimarkt (Leer)

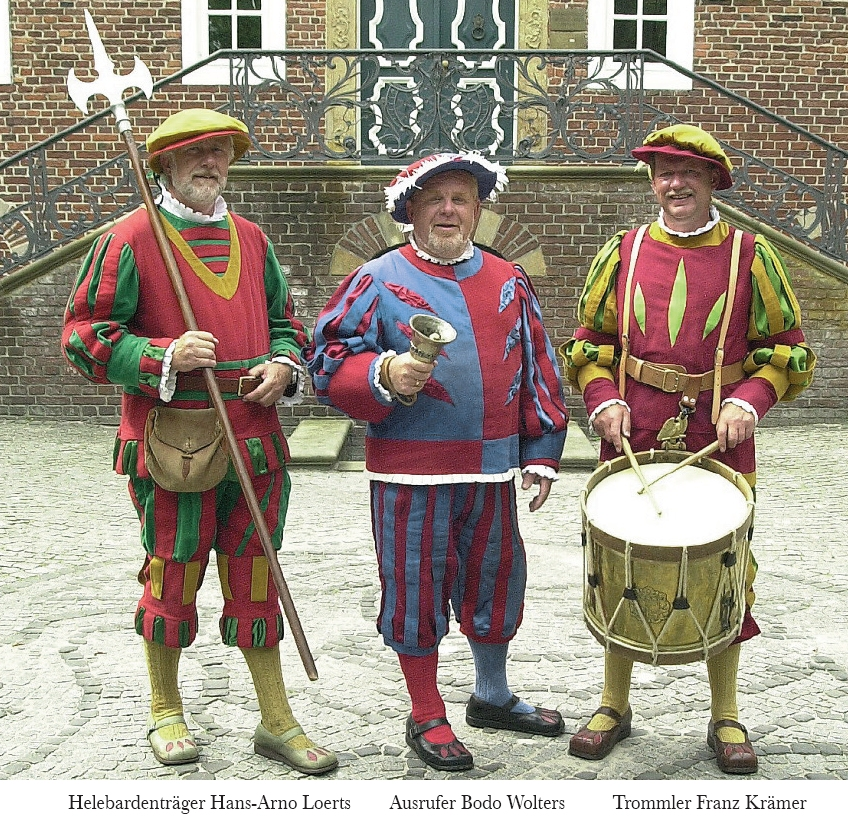
Die Gallimarkt-Herolde

Der Gallimarkt in Leer wird seit 1508 abgehalten und ist das größte Volksfest in Ostfriesland. Er wird jährlich von etwa einer halben Million Menschen besucht. Im Jahr 2008 jährte sich die Verleihung der Marktrechte zum 500. Mal.

## Geschichte

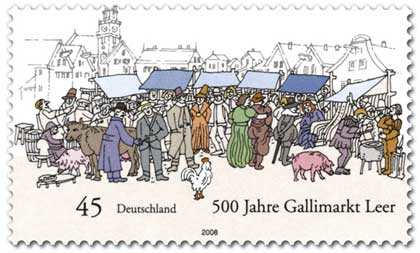
Sonderbriefmarke zu 500 Jahre Gallimarkt 2008

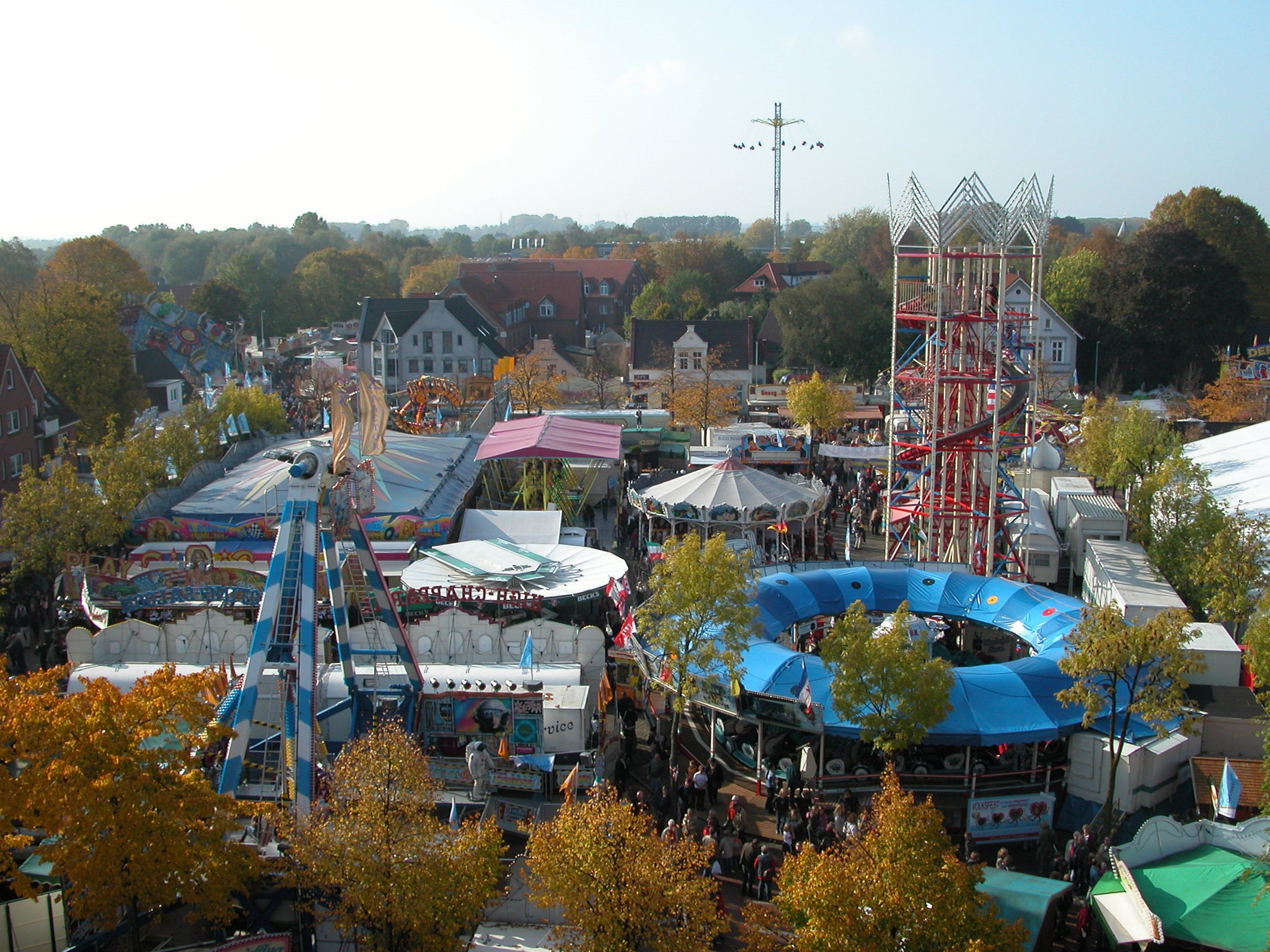
500. Gallimarkt im Oktober 2008

Im Jahr 1508 verlieh Graf Edzard der Große dem Flecken Leer das Marktrecht. Die wahrscheinlich älteste Quelle ist die etwa 1562 geschriebene „Chronyk van Oostfrieslant“ des Drosten Eggerik Beninga von Leerort. Dort heißt es, dass noch zwei Märkte in Ostfriesland nötig sind, einer zu Leer auf Galli und der andere zu Weener auf Bartholomei. Der Tag „Galli“ (16. Oktober) ist der Todestag des irischen Missionars und Heiligen St. Gallus.
Dieser Tag wurde von Edzard I. mit Absicht gewählt, da bis zum St.-Gallus-Tag die Ernte eingebracht und die Tiere im Stall untergebracht wurden, denn ab St. Gallus konnte Schnee fallen. Somit konnten alle Bauern, Knechte, Mägde und Händler an diesem Tag in die Stadt gehen und einkaufen.
Ursprünglich fand der Gallimarkt an der Kaakspütte, dem historischen Stadtzentrum von Leer, statt, und zwar von 1508 bis etwa 1570. Zu diesem Zeitpunkt erlangten das Wasser und die Schifffahrt immer mehr Bedeutung, so dass der Flecken Leer sich an die Leda heran entwickelte. Auch der Handel, mit der Waage und dem Gallimarktplatz, wurde an das „Hohe Ufer“, den heutigen Waageplatz, verlegt. Dort blieb der Gallimarkt bis 1905. In der Zeit von 1885 bis 1905 musste aus Platzgründen oftmals der Denkmalplatz in der heutigen Fußgängerzone zusätzlich für den Markt genutzt werden. Im Jahr 1905 wurde der Gallimarkt dann hinter das Gymnasium auf die Große Bleiche verlegt, wo er auch heute noch stattfindet.
Der Gallimarkt war aber nicht der einzige Markt, den der Flecken Leer besaß. Wie aus einem Beschwerdebrief von 1670 an den Fürstenhof in Aurich hervorgeht, besaß Leer damals drei Märkte: Einen Markt dreieinhalb Wochen vor Ostern, den Kreuzmarkt am 20. September, später Anfang September, und den Gallimarkt am 16. Oktober. In dem Beschwerdebrief geht es darum, dass der Markt des Öfteren auf einen Sonntag fiel und dadurch die Kirche nur gering besetzt war.
Bis etwa 1820 fand der Gallimarkt immer am St.-Gallus-Tag statt. Erst dann wurde er auf den Mittwoch nach St. Gallus verlegt, weil er zu oft auf einen Feiertag fiel. Diese Regelung bestand aber nur bis 1902, denn dann wurde der Markt, so wie es heute noch üblich ist, auf den zweiten Mittwoch im Oktober verlegt. Diese Regelung wurde notwendig, da der Gallimarkt immer wieder mit dem Bremer Freimarkt kollidierte und somit die Händler und Besucher ausblieben.
Die Entwicklung von einem zu fünf Tagen dauerte ebenfalls sehr lange. Erst im 18. Jahrhundert wurde der Gallimarkt auf drei Tage verlängert. Die nächste Verlängerung, auf vier Tage, dauerte bis 1906, ein Jahr vor der großen Jahrhundertfeier des Gallimarktes. Erst 1952 folgte dann die Verlängerung des Marktes auf die heutigen fünf Tage.
Der Gallimarkt, der bis zur Mitte des 19. Jahrhunderts ein reiner Kram- und Viehmarkt war, hatte eine so große wirtschaftliche Bedeutung für Leer, dass es unmöglich war, ihn aus irgendwelchen Gründen zu verlegen, ausgenommen religiöse Gründe. Während die christlichen Feiertage bereits seit etwa 1820 berücksichtigt wurden, geschah dies für die jüdischen Feiertage erst rund neunzig Jahre später, nämlich 1909, obwohl die Juden einen großen Teil der Krämer und Viehhändler stellten und diese an den Feiertagen ausblieben.
Die Trennung des Gallimarktes in den Gallimarkt und den Galli-Viehmarkt geschah ebenfalls um 1820. Der Galli-Viehmarkt fand seitdem an der Ecke Blinke/Pferdemarktstraße statt.
Die Märkte wurden bis 1864 durch Privatpersonen verwaltet und organisiert. Für die Verpachtung des Galli-Viehmarktes erhielt die Verwaltung einen Pachtzins von 420 Talern. Da dem Pächter wahrscheinlich Standgelder zuflossen, war dieser natürlich bestrebt, möglichst viele und gute Anbieter auf den Markt zu bekommen. Erst 1865 übernahm die Stadtverwaltung die Organisation der Märkte.

### Volksfest
Seinen Volksfestcharakter erhielt der Gallimarkt erst in der zweiten Hälfte des 19. Jahrhunderts. Eingeleitet wurde diese Entwicklung 1860, als das erste Karussell auf dem Markt stand. Bereits einige Jahre später waren die Krämer und Kaufleute von dem Markt fast vollständig verschwunden und Karussells, Marktschreier, Musik, Museen, Flohzirkusse u. ä. prägten das neue Bild des Marktes.
Die Herolde, die jedes Jahr den Beginn des Gallimarktes verkünden, liefen bei der großen Gallimarktsfeier 1907 zum ersten Mal durch die Stadt. Sie führten damals den großen Festumzug zur vierhundertsten Wiederkehr des Gallimarktes an. Der Festumzug, der von verschiedenen Vereinen und Firmen gebildet wurde, stellte Personen aus der Geschichte der Stadt sowie verschiedene Handwerke und Zünfte dar. Damals sagten die Herolde auch erstmals ihren Spruch auf:
Radeau, Radeau, raditjes doe,

de Stadt, de hört de König toe,

radeau, radeau raditjes dum!

De Börgmester led vebeden,

dat nüms mag kopen of verkopen

bevör de Klocke negen sleit,

bi Verlüß van Goderen

un all wat over tein Pund weggt,

is na de Waage to brengen,

un darnaa dree Daag free Markt!
Radeau, Radeau, raditjes doe,

Die Stadt hört dem König zu,

radeau, radeau raditjes dum!

Der Bürgermeister lässt verbieten.

Niemand darf kaufen oder verkaufen

bevor die Uhr neun schlägt,

unter der Androhung des Verlustes von Gütern.

und alles was über 10 Pfund wiegt,

ist zur Waage zu bringen,

und danach drei Tage freier Markt
Während 1907 nur 21.000 Besucher über den Gallimarkt liefen, wurde bereits 1954 die 40.000. Besucherin gezählt. Nachdem 1865 die Stadtverwaltung die Organisation der Märkte übernommen hatte, stiegen die Besucher- und Umschlagszahlen stetig in die Höhe. Beim Gallimarkt war ein Höhepunkt 1907 erreicht, beim Galli-Viehmarkt allerdings erst in den 1930er Jahren.

### Viehmarktentwicklung
Bereits 1913 zählte der Galli-Viehmarkt in Leer neben Husum zu dem wichtigsten Viehmarkt Preußens. 1924 war der Galli-Viehmarkt der bedeutendste Viehmarkt Deutschlands und noch 1941 war er der größte Viehmarkt in Deutschland, trotz rückläufiger Auftriebszahlen.
Einen wesentlichen Teil trug dazu die von der Stadtverwaltung 1925 bis 1927 errichtete Viehhofanlage auf der Halbinsel Nesse bei. Bis 1927 wurden der Galli-Viehmarkt und auch alle anderen Viehmärkte am Pferdemarkt und der Blinke abgehalten. Da aber immer mehr Vieh aufgetrieben wurde, suchte man nach einer anderen Lösung, denn das Vieh musste durch die gesamte Stadt getrieben werden, wodurch ständig starke Verschmutzungen auftraten. Von sechs Projekten, die dabei zur Sprache kamen, wurden nur zwei in die engere Wahl genommen:
- Der Ausbau des alten Marktgebäudes
- Die Verlegung der Märkte an den Burfehner Weg, außerhalb der Stadt

Letztendlich mussten aber beide Vorschläge aus veterinärpolizeilichen Gründen abgelehnt werden und die Idee, die Märkte auf der Halbinsel Nesse zu verlegen, entstand. Nach nur zwei Jahren Bauzeit war das Projekt vollendet. Das gesamte Gebiet, etwa 10 Hektar, musste dräniert und kanalisiert werden. Alle Gebäude wurden auf bis zu 10 Meter langen Pfählen gegründet. Bei dem Bau, bei dem zeitweise mehrere hundert Arbeiter beschäftigt waren, wurden etwa zwölf Kilometer Bahngleise und zwei Kilometer Straße verlegt. Der Kostenaufwand betrug um drei Millionen Mark. Im Zusammenhang mit diesen Bauarbeiten wurde auch die Klappbrücke zur Waage und zum Rathaus, die heutige „Dr.-vom-Bruch-Brücke“, errichtet. Die neue Viehmarktanlage, die am 2. März 1927 erstmals benutzt und am 15. Juni 1927 eingeweiht wurde, fasst 6.000 bis 7.000 Stück Großvieh und mehrere hundert Stück Kleinvieh. Das alte Marktgebäude wurde ab November 1927 von der Fahr- und Reitschule genutzt.
Aufgrund der schlechten Auftriebszahlen und der allgemeinen Situation entschloss sich die Stadtverwaltung 1942 die Viehmarktanlage zu verkaufen. Als Käufer bot sich der Verein Ostfriesischer Stammviehzüchter (VOST) in Norden an. In einem Pachtvertrag wurde zusätzlich geregelt, dass die Stadtverwaltung gegen Zahlung einer Entschädigung weiterhin eigene Marktveranstaltungen durchführen darf.

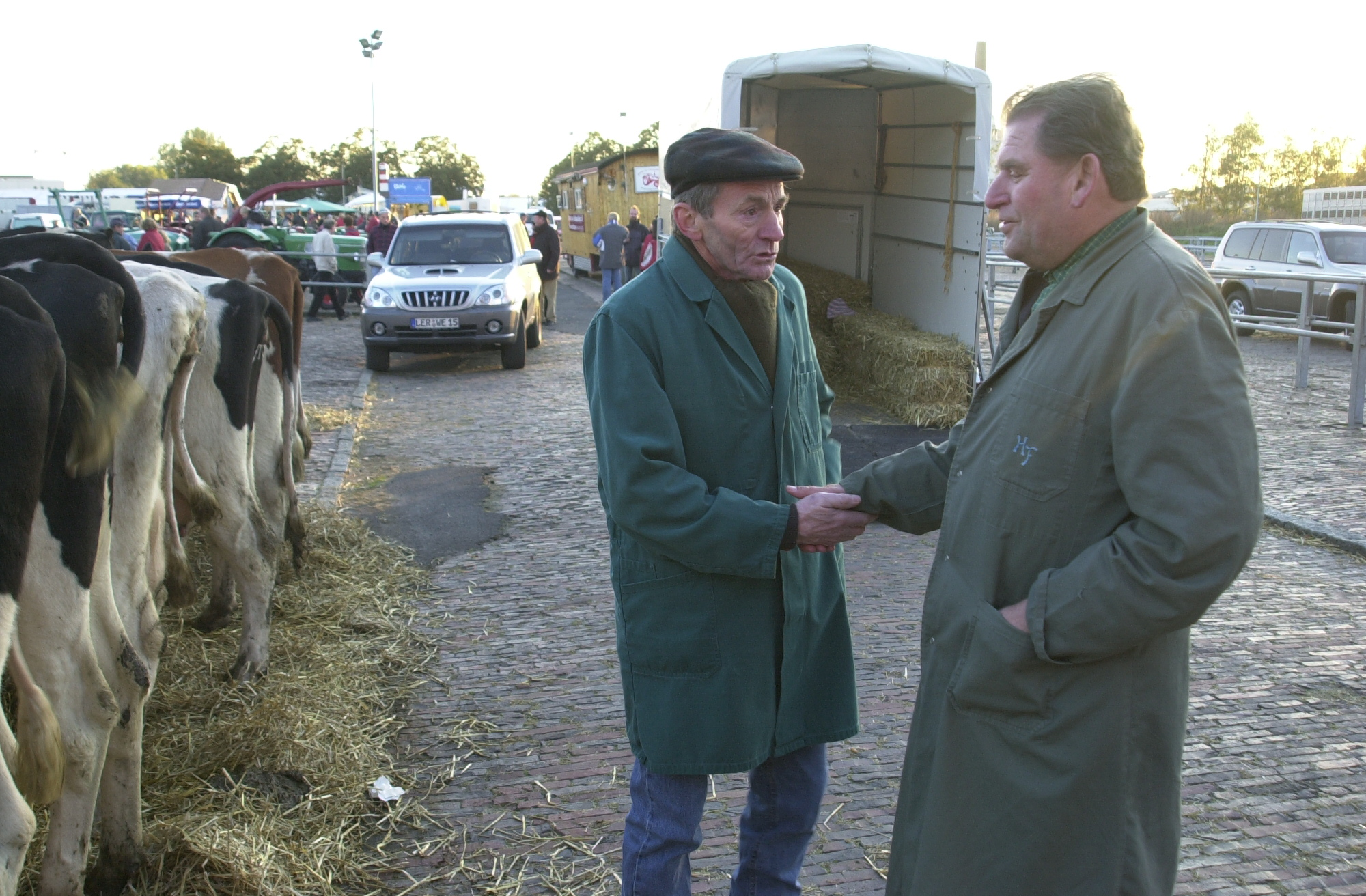
Zwei Viehhändler handeln den Preis per Handschlag aus

Während des Zweiten Weltkriegs brach der Viehhandel gänzlich zusammen. Erst 1948 fand wieder ein Viehmarkt statt und zwar in Verbindung mit dem Gallimarkt. Am 15. März 1950 erließ die Stadtverwaltung eine Betriebsordnung für den Viehmarkt und am 29. April desselben Jahres wurde ein neuer Mietvertrag zwischen der Stadtverwaltung und dem VOST abgeschlossen.
1951 kam es erneut zu einem Einbruch bei den Viehmärkten, bedingt durch eine Maul- und Klauenseuche. Am 19. September 1951 wurden deshalb sämtliche Viehmärkte in Leer geschlossen. Aufgrund der Anstrengungen, die die Stadtverwaltung daraufhin unternahm, gelang es dennoch den Galli-Viehmarkt abzuhalten. Der Galli-Viehmarkt musste aber um 14 Tage verschoben werden auf den 24. Oktober 1951 und fand somit erstmals nicht gleichzeitig mit dem Gallimarkt statt. Bedingt durch die Maul- und Klauenseuche erließ die Stadtverwaltung am 1. Dezember 1952 eine Seuchenstockverordnung und bereits 1953 konnten die Impfvorschriften aufgehoben werden.
Noch heute findet der Galli-Viehmarkt einen regen Zuspruch und wie in alten Zeiten wird auch heute noch der Kauf eines Tieres durch Handschlag getätigt.

## Programmpunkte
Der Galli-Viehmarkt findet jedes Jahr am 2. Mittwoch im Oktober statt. Dann beginnt auch der Gallimarkt, der bis zum folgenden Sonntag andauert. Höhepunkte sind die Eröffnung durch die Herolde am Mittwochmittag, das Feuerwerk am Freitagabend und die Lampionfahrt am Samstag. Es werden stets um die 500.000 Besucher erwartet.